# 辻井達一
辻井 達一（つじい たついち、1931年4月22日 - 2013年1月15日）は、日本の植物生態学者。学生の頃から湿原の調査に取り組んできた。北海道環境財団理事長、環境省ラムサール条約湿地検討会座長。

## 生涯
東京都生まれ。東京都立青山高等学校を経て、1954年北海道大学農学部卒業。理学博士。北海道大学農学部助教授、教授、同附属植物園長、北星学園大学教授を務めた。2012年瑞宝小綬章受章。同年、北海道新聞文化賞受賞。
2012年7月にルーマニアで開かれたラムサール条約締約国会議でラムサール賞を受賞、その帰国後に前立腺がんが見つかり入院。
2013年1月15日、死去。81歳没。

## 著書
- 『ライラック』 北海道テレビ社長室〈HTBまめほん 2〉、1970年。
- 『北大植物園』 北海道テレビ放送〈HTBまめほん 25〉 1976年11月。
- 『湿原：成長する大地』 中央公論社〈中公新書〉、1987年5月。ISBN 4-12-100839-1。
- 『湿原生態系：生きものたちの命のゆりかご』 講談社〈ブルーバックス〉、1994年9月。ISBN 4-06-257034-3。
- 『日本の樹木：都市化社会の生態誌』 中央公論社〈中公新書〉、1995年4月。ISBN 4-12-101238-0。
- 『続・日本の樹木：山の木、里の木、都会の木』中央公論新社〈中公新書〉、2006年2月。ISBN 4-12-101834-6。

## 共編著
- 『北海道の花』 鮫島惇一郎共著、北海道大学図書刊行会、1977年6月。
- 『北海道の樹』 鮫島惇一郎共著、北海道大学図書刊行会、1979年4月。
- 『北海道の湿原』 渡辺祐三共編、北海道大学図書刊行会、1982年7月。
- 『オホーツクの植物』 西田達郎共著、北海道新聞社、1983年3月。
- 『北海道自然と人』 八木健三共編著、築地書館、1985年8月。
- 『宇宙から見た世界の森林：さまざまな森林のかたちと変化をめぐって』 飯坂譲二共編著、共立出版〈シリーズ・宇宙から地球を科学する〉、1986年。ISBN 4-320-09427-1。
- 『北海道の湿原と植物』 橘ヒサ子共編、前田一歩園財団、2002年10月。
- 『北海道の湿原』 橘ヒサ子共編、北海道大学図書刊行会、2002年10月。ISBN 4-8329-1361-1。
- 『北海道の湿原：写真集』 岡田操共著、北海道大学図書刊行会、2003年3月。ISBN 4-8329-8031-9。
- 『北海道の湿原と植物』 橘ヒサ子共編、北海道大学図書刊行会、2003年3月。ISBN 4-8329-1361-1。
- 『北海道の湿原』 岡田操、高田雅之共編著、北海道新聞社、2007年5月。ISBN 978-4-89453-413-1。

## 論文
- CiNii収録論文 国立情報学研究所